# Lakarsantri (plaats)
Lakarsantri is een bestuurslaag in het regentschap Soerabaja van de provincie Oost-Java, Indonesië. Lakarsantri telt 6859 inwoners (volkstelling 2010).